# Tower Hill (Illinois)
Tower Hill is een plaats (village) in de Amerikaanse staat Illinois, en valt bestuurlijk gezien onder Shelby County.

## Demografie
Bij de volkstelling in 2000 werd het aantal inwoners vastgesteld op 609. In 2006 is het aantal inwoners door het United States Census Bureau geschat op 597, een daling van 12 (-2,0%).

## Geografie
Volgens het United States Census Bureau beslaat de plaats een oppervlakte van 2,6 km², waarvan 2,6 km² land en 0,0 km² water. Tower Hill ligt op ongeveer 209 m boven zeeniveau.

## Plaatsen in de nabije omgeving
De onderstaande figuur toont nabijgelegen plaatsen in een straal van 20 km rond Tower Hill.